# Ptolemaios III Euergetes
Ptolemaios III Euergetes (cai trị 246 TCN–222 TCN) là vị vua thứ ba của vương triều Ptolemaios của Ai Cập. Ông là con trưởng của Ptolemaios II Philadelphos và vợ cả của ông ta, Arsinoe I, và lên ngôi năm 246 TCN sau khi vua cha qua đời. 

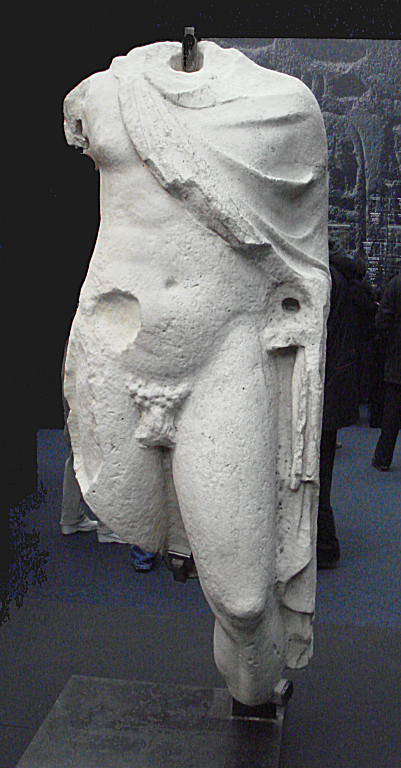
Statue of Ptolemy III in the guise of Hermes wearing the chlamys cloak. Ptolemaic Egypt.

Ông cưới Berenice xứ Cyrene vào năm tương đương với 244/243 TCN; và con cái của họ Arsinoe III, Ptolemaios IV Philopator, Magas, và một con gái cũng tên là Berenice.
Ptolemaios III Euergetes đã chịu trách nhiệm về ví dụ được biết đến đầu tiên của một chuỗi sắc lệnh được xuất bản như các văn bản song ngữ trên những khối đá lớn trong ba cấu trúc viết văn. Một bia (stela) đá của Ptolemaios là hòn đá Canopus năm 238 TCN. Một ví dụ được biết nhiều nhất khác là bia Memphis (hòn đá Memphis), mang sắc lệnh Memphis, khoảng năm 218 TCN, đã được phê chuẩn bởi con trai ông, vua Ptolemaios IV, và hòn đá Rosseta nổi tiếng được Ptolemaios V cháu nội ông dựng nên, trong năm 196 TCN.
Các hòn đá của Ptolemaios bao gồm các sắc lệnh về những mệnh lệnh thuộc thầy tế, và là bia tưởng niệm cho con gái ông là công chúa Berenice (chết trẻ tháng 2/238 TCN). Nhưng hai trong 26 dòng chữ của sắc lệnh bằng chữ tượng hình Ai Cập sử dụng thêm ngày nhuận vào lịch Ai Cập 365 ngày, và thay đổi sự liên kết của các ngày lễ.
Ông cũng là một trong những người thành lập Serapeum ở kinh đô Alexandria.

## Chiến tranh với người Seleukid

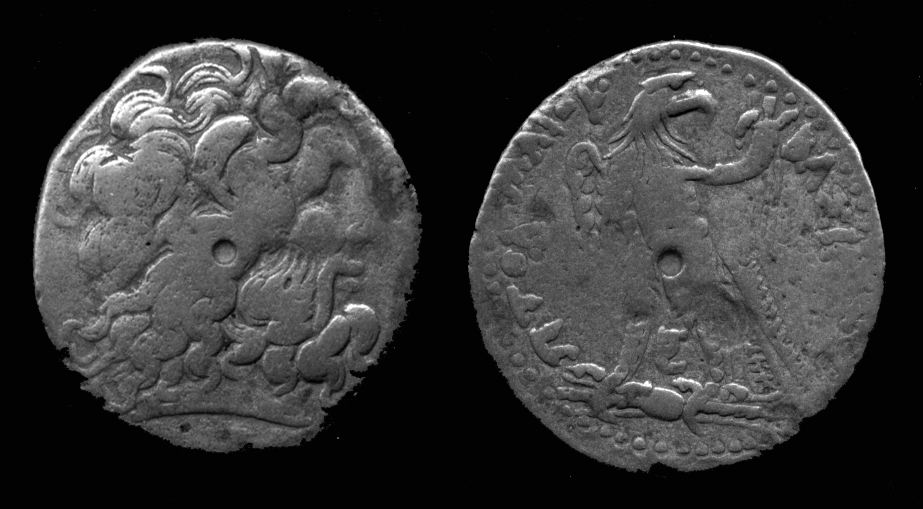
Tiền đồng thiếc được Ptolemaios III phát hành, in hình thần Zeus-Amon (mặt phải) và con diều hâu truyền thống của vương triều Ptolemaios. Sinh thời Ptolemaios III không phát hành tiền in hình ảnh mình.

Trong cuộc bất hòa ở triều đại Seleukid chị cả ông là Berenice Phernophorus bị giết cùng với đứa con nằm nôi của cô là Antiochos. Ptolemaios đã đáp trả bằng việc xâm lược Syria. Trong cuộc chiến tranh Syria III, ông xâm chiếm Antioch và bình thản tiến tới Babylon.
Cuộc chiến tranh này được ám chỉ một cách khó hiểu trong sách Daniel XI 7-9.

## Gia quyến
- Cha: Ptolemaios II Philadelphos
- Mẹ: Arsinoe I (theo các văn bản chính thức, dù vậy: Arsinoe II)[1]
- Vợ:
  - Berenice II (con gái Magas xứ Cyrene)[1]
- Con:
  - Trai:
    - Ptolemaios IV Philopator
    - Magas
    - Alexandros

  - Gái:
    - Berenice
    - Arsinoe III (cưới vua anh Ptolemaios IV)